# Francis Grasso
Francis Grasso (25 de marzo de 1949 - 20 de marzo de 2001) fue un disc jockey estadounidense de música soul, a quien se le acredita la invención de la técnica de "beatmatching" o mezcla, que es la base de la técnica de los DJs modernos. También introdujo en las discotecas (aunque no la inventó), la técnica denominada "slip-cueing".

## Biografía
Grasso, que asistió a la Universidad de Long Island, comenzó su carrera como DJ en 1968 en un club nocturno de Nueva York llamado Salvation II. Cuando el DJ principal, Terry Noel, no se presentó a tiempo una noche, los propietarios le ofrecieron a Grasso una oportunidad. La multitud respondió casi de inmediato y pronto tuvo su primer concierto regular. Fue allí y en los clubes posteriores de Nueva York como Tarots y su discoteca más famosa, Sanctuary, una antigua iglesia bautista alemana en 43rd Street y 9th Avenue (presentada en la película Klute), donde Grasso perfeccionó su oficio.
Grasso fue el primer DJ fuera del negocio de la radiodifusión que requirió auriculares como parte de su equipo. Esto le permitió obtener una vista previa de un disco en un tocadiscos mientras que otro tocaba en el segundo tocadiscos. Mediante el uso de auriculares en combinación con el deslizamiento, cambió el arte de pinchar. Los discos que Grasso mezclaba usaban bateristas en vivo en lugar de máquinas de ritmo.
La principal adición que Grasso aportó a la cultura DJ fue la programación musical; el arte de captar la energía de la multitud y enviar esa energía directamente a ellos a través de la siguiente pista. Al principio, Grasso usaba giradiscos Thorens, aunque estaban muy lejos de los platos Technics que la mayoría de los DJ usan en los clubes de hoy en cuanto a calidad. Pronto enseñó a otros y extendió el arte de mezclar manteniendo un ritmo constante y trabajando la multitud con la música en todo Nueva York.
Pese a que falleció en marzo de 2001, las habilidades y técnicas que inició son la base de lo que se escucha en un club nocturno moderno. Francis fue entrevistado en el documental de 2003 de Josell Ramos Maestro.